# تولگاهان ساییشمان
تورگات تولگاهان ساییشمان (به ترکی استانبولی: Turgut Tolgahan Sayışman؛ ۱۷ دسامبر ۱۹۸۱) بازیگر، مدل و مجری اهل ترکیه است. که پس از برنده شدن در مسابقات من‌هانت اینترنشنال در سال ۲۰۰۵ در کره جنوبی به شهرت رسید و در ایران به دلیل ایفای نقش در مجموعه تلویزیونی عمر گل لاله به اوج شهرت رسید.

## سال‌های نخستین زندگی
ساییشمان در خانواده‌ای مسلمان در استانبول، ترکیه زاده شد. او تحصیلات خود را در دبیرستان Kadıköy İntaş به اتمام رساند و در مدیریت اجرایی کسب و کار از دانشگاه دوغوش فارغ‌التحصیل شد.

## حرفه
ساییشمان مدلینگ در اوایل سنین نوجوانی شروع کرد و برنده مسابقه بین‌المللی من‌هانت اینترنشنال در سال ۲۰۰۵ شد که در شهر بوسان، کره جنوبی برگزار شد و همچنین میزبان مسابقه بین‌المللی بهترین مدل جهان در سال ۲۰۰۴ نیز بود. به عنوان یک بازیگر نقش‌هایی در مجموعه‌های تلویزیونی همچون: Macolar, Esir Kalpler و Dicle ایفا کرده‌است. در حال حاضر ساییشمان مشغول بازی در سریال تلویزیونی به نام Elveda Rumeli است که یکی از محبوب‌ترین مجموعه‌های تلویزیونی در کشور ترکیه است که جوایز بسیاری کسب کرده‌است. او همچنین در فیلمی سینمایی به نام Aşk Tutulması به همراه Fahriye Evcen به ایفای نقش پرداخته‌است. در سال ۲۰۰۹، در یک فیلم ترکی به نام Aşk Geliyorum Demez به همراه برگزار کورل بازی کرد. هر دو فیلم توسط Murat Şeker کارگردانی شده‌است. آخرین سریال تلویزیونی او عمر گل لاله بود که از شبکه فاکس تی وی پخش شد. او در این سریال نقش چنار ایلگاز را بازی کرد و با بازیگرانی همچون: سلن سویدر، امینا یاهوویچ و سرنای ساریکایا همبازی شد. در سال ۲۰۱۳ در فیلم ترکی به نام Sürgün به کارگردانی Erol Özlevi، به همراه سدات آکسوی ایفای نقش کرد.

## فیلم‌شناسی
| سال  | عنوان               | نقش      | توضیحات  |
| ---- | ------------------- | -------- | -------- |
| ۲۰۰۸ | Aşk tutulması       | اعور     | نقش اصلی |
| ۲۰۰۹ | Aşk Geliyorum Demez | علی      | نقش اصلی |
| ۲۰۱۳ | Sürgün              | صدات     | نقش اصلی |
| ۲۰۱۵ | Mazlum Kuzey        | تولگاهان | نقش مکمل |
| ۲۰۱۷ | Eski sevgili        | باریش    | نقش اصلی |

| سال       | عنوان             | نقش           | توضیحات     |
| --------- | ----------------- | ------------- | ----------- |
| ۲۰۰۶      | قلب های اسیر      | لِوانت اِرتِکین  | نقش افتخاری |
| ۲۰۰۶      | Maçolar           | تونجای        | نقش اصلی    |
| ۲۰۰۷–۲۰۰۹ | بدرود روملی       | نامیک/مصطفی   | نقش اصلی    |
| ۲۰۰۷      | hepsi1            | علی           | نقش افتخاری |
| ۲۰۰۷      | دجله              | فرهاد         | نقش مکمل    |
| ۲۰۱۴–۲۰۱۰ | عمر گل لاله       | چنار ایلگاز   | نقش اصلی    |
| ۲۰۱۵-۲۰۱۶ | هرگز تسلیم نمی‌شوم | ییعیت کوزان   | نقش اصلی    |
| ۲۰۱۷-۲۰۱۸ | مروارید سیاه      | کنان          | نقش اصلی    |
| ۲۰۱۸      | یک امید کافی است  | ییلماز کارابِی | نقش اصلی    |
| ۲۰۱۹-۲۰۲۰ | قهرمان            | فرات قفقاز    | نقش اصلی    |
| ۲۰۲۰      | قول شرف           | جهان          | نقش اصلی    |